# Schizomitrium brevipes
Schizomitrium brevipes là một loài Rêu trong họ Hookeriaceae. Loài này được (Broth.) Ochyra mô tả khoa học đầu tiên năm 1982.